# German Masters Series
Die German Masters Series (offiziell: German Masters Series presented by WILSON) ist eine Serie von Tennisturnieren für Nachwuchsspieler in Deutschland. Zu der Turnierserie gehören deutsche Turniere der Kategorien ATP-Challenger, ITF-Futures im Damen- und Herrenbereich sowie nationale Preisgeldturniere. Deutschlandweit ist die German Masters Series die Turnierserie für Nachwuchstalente auf dem Sprung in die Weltspitze.

## Geschichte
1975 befanden sich im deutschen Turnierkalender nur noch 17 allgemeine Turniere. Wilhelm Burgemeister und Alex Kurucz – seinerzeit Sprecher der Deutschen Ranglistenspieler – legten dem Deutschen Tennisbund ein Konzept für eine Wiederbelebung der deutschen Turnierszene vor, mit der Idee, eine Serie einheitlicher Turniere auf Preisgeldbasis mit einem Master-Abschluss-Turnier der Punktbesten durchzuführen. Nachdem keine Reaktion von Seiten des Deutschen Tennisbundes kam, riefen die neuen Spielersprecher Peter Dinckel und Rolf-Dieter Madlindl die interessierten Turnierveranstalter an einen Tisch und stellten ein Konzept für eine „Nationale Tennis-Turnier-Serie“ zur Diskussion. Nach Ergänzungen und Änderungen startete im Jahr darauf der Probelauf mit 15 Turnieren, zunächst beschränkt auf die Herren. Er endete mit einem Masters-Turnier der Punktbesten in Hamburg, Ausrichter war der THC Klipper. Die Organisatoren schlossen sich unter dem Namen ADT – Arbeitsgemeinschaft Deutscher Turnierveranstalter zusammen mit Rolf-Dieter Madlindl als Sprecher und Koordinator. Die Preisgelder lagen nun bei über 500.000 DM. Aufgrund des großen Erfolges und zur Entlastung des Koordinators der Serie bildeten nun die Veranstalter eine Satzungskommission und einen vorläufigen Beirat, der Madlindl zur Seite stehen sollte. Diesem gehörten u. a. Wolfgang Diewitz, Claus-Jürgen Meyer und Maximilian Büchs an.
Auf der Hauptversammlung des Deutschen Tennisbundes im Jahre 1979 in Bremen wurde die Arbeitsgemeinschaft formell und offiziell in den Deutschen Tennisbund integriert. DTB-Referent Karl-Heinz Herfs übernahm den Vorsitz. Nachdem auch inzwischen die Möglichkeit bestand, Turniere mit Weltranglistenpunkten durchzuführen, lag es nach dem Erfolg der Serie nahe, 1980 erstmals auch den deutschen Spielern internationale Chancen im eigenen Land zu bieten. Man startete erstmals mit einem „European Ladies Circuit“. Es folgten 1981 Circuits für Damen und Herren, den sog. „25.000 US$-Turnieren“, auf denen Weltranglistenpunkte vergeben wurden. Zwei Jahre darauf wurde die ADT zur weiteren Integration in den DTB in eine GmbH umgewandelt. 1991 wurde der Sitz der ADT von München in die DTB-Zentrale nach Hamburg verlegt.
Im Jahr 2019 bestand die German Masters Series aus 56 Turnieren mit über einer Million Euro Gesamtpreisgeld. Dazu gehören neun Turniere der ATP Challenger Tour und 15 Turniere auf ITF-Ebene.